# Saison 13 de Détective Conan
 (octobre 2024).
Chronologie
Saison 12 de Détective Conan Saison 14 de Détective Conan
La saison 13 de Détective Conan a été diffusée du 14 janvier 2008 au 15 décembre 2008 (épisodes 491 à 520) sur Nippon TV. Elle est composée de 30 épisodes.
Le vingt-deuxième opening (générique de début) (épisodes 491 à 504) intitulé Ai wa kurayami no naka de, est interprété par le groupe de J-pop ZARD. Le vingt-troisième opening (épisodes 505 à 514) intitulé Ichibyou goto ni Love for You, est interprété par la chanteuse de J-pop Mai Kuraki. Le vingt-quatrième opening (épisodes 515 à 520) intitulé Mysterious, est interprété par le groupe de J-rock Naifu.
Le vingt-neuvième ending (générique de fin) (épisodes 491 à 504) intitulé Yukidoke no ano kawa no nagare no you ni, est interprété par le groupe de J-pop U-ka Saegusa IN dB. Le trentième ending (épisodes 505 à 514) intitulé Summer Memories, est interprété par la chanteuse de J-Rock Aya Kamiki. Le trente-et-unième ending (épisodes 515 à 520) intitulé Go Your Own Way, est interprété par la chanteuse de J-pop Yumi Shizukusa.
| No | Titre français | Titre japonais                    | Titre japonais                            | Date de 1re diffusion |
| No | Titre français | Kanji                             | Rōmaji                                    | Date de 1re diffusion |
| --- | --- | --------------------------------- | ----------------------------------------- | --------------------- |
| 491 | La confrontation du rouge et du noir – Le commencement (files : 585-590/594-609/tomes : 56-57-58-59)                      | 赤と黒のクラッシュ 発端           | Aka to kuro no kurasshu – Hattan          | 14 janvier 2008       |
| Conan fait part de ses déductions sur le père de Eisuke Hondo à Heiji par téléphone. Eisuke est ensuite aperçu par Conan dans un hôpital, en train de poser des questions sur Rena Mizunashi, qu'il pense être sa sœur. Afin de l'aider dans ses recherches, Ran lui propose d'aller voir un ami de Kogorô, grand fan de la présentatrice, afin de comparer des photos. Cependant, en essayant d'appeler cet homme, Conan se rend compte qu'il est embarqué dans une affaire frauduleuse, qu'il va falloir résoudre pour pouvoir avancer dans l'enquête.                                                                  | |                                   |                                           |                       |
| 492 | La confrontation du rouge et du noir – Les liens du sang (files : 585-590/594-609/tomes : 56-57-58-59)                    | 赤と黒のクラッシュ 血縁           | Aka to kuro no kurasshu – Ketsuen         | 21 janvier 2008       |
| Des indices contradictoires n'arrêtent pas d'apparaître dans l'enquête de Eisuke et (en secret) de Conan pour savoir quelles sont les relations entre la sœur du jeune homme et la présentatrice de télévision, Rena Mizunashi. Alors que Kogorô est embauché par un homme pour résoudre une vieille affaire de meurtre, on apprend que c'est le propriétaire de la maison dans laquelle a grandi Eisuke. Les Môri et Eisuke vont donc chez cet homme. | |                                   |                                           |                       |
| 493 | La confrontation du rouge et du noir – Exclamations (files : 585-590/594-609/tomes : 56-57-58-59)                         | 赤と黒のクラッシュ 絶叫           | Aka to kuro no kurasshu – Zekkyou         | 28 janvier 2008       |
| Une affaire éclate quand le propriétaire de la maison où Eisuke a grandi est retrouvé assassiné, pendu dans son bureau. De plus en plus convaincu que Rena Mizunashi et la sœur d'Eisuke sont deux personnes différentes, Conan va devoir résoudre l'enquête du pendu pour pouvoir avancer dans l'enquête d'Eisuke. | |                                   |                                           |                       |
| 494 | La confrontation du rouge et du noir – Hadès (files : 585-590/594-609/tomes : 56-57-58-59)                                | 赤と黒のクラッシュ 冥土           | Aka to kuro no kurasshu – Meido           | 4 février 2008        |
| Kogorô l'endormi résout l'affaire du pendu en chambre close. | |                                   |                                           |                       |
| 495 | La confrontation du rouge et du noir – Coma (files : 585-590/594-609/tomes : 56-57-58-59)                                 | 赤と黒のクラッシュ 昏睡           | Aka to kuro no kurasshu – Konsui          | 11 février 2008       |
| Conan apprend que l'énigmatique Eisuke Hondo est porté disparu par ses camarades de classe, et qu'il a peut-être découvert l'endroit où est cachée Rena Mizunashi. Encore plus inquiétant, un tristement familier numéro de téléphone a été entendu là-bas. Le jeune détective décide de travailler en collaboration avec les agents du FBI pour dénouer ce mystère. | |                                   |                                           |                       |
| 496 | La confrontation du rouge et du noir – Infiltration (files : 585-590/594-609/tomes : 56-57-58-59)                         | 赤と黒のクラッシュ 侵入           | Aka to kuro no kurasshu – Shinnyuu        | 18 février 2008       |
| Épaulé par les agents sur place, Conan mêne l'enquête pour dénicher l'homme de l'Organisation caché dans l'hôpital d'Haido. Il apprend aussi, d'une infirmière, un secret médical sur Eisuke qui pourrait bien tout changer. | |                                   |                                           |                       |
| 497 | La confrontation du rouge et du noir – Le réveil (files : 585-590/594-609/tomes : 56-57-58-59)                            | 赤と黒のクラッシュ 覚醒           | Aka to kuro no kurasshu – Kakusei         | 25 février 2008       |
| Grâce à l'aide de Conan, le FBI a pu identifier le membre de l'Organisation caché dans l'hôpital. Leur tentative de l'appréhender se termine néanmoins en un échec. Conan apprend des agents James Black et Jodie Starling des informations sur le passé de Shuichi Akai, et décide d'élaborer un plan avec lui. | |                                   |                                           |                       |
| 498 | La confrontation du rouge et du noir – Trouble (files : 585-590/594-609/tomes : 56-57-58-59)                              | 赤と黒のクラッシュ 攪乱           | Aka to kuro no kurasshu – Kakuran         | 3 mars 2008           |
| Le FBI prépare un plan pour évacuer Rena Mizunashi de l'hôpital Haido, qui n'est plus sûr. Cependant, Akai et Conan semblent avoir mis au point leur propre plan. Les choses vont cependant s'accélérer quand James Black reçoit un colis piégé. Ce n'est que grâce à l'habileté de l'agent nouvellement appointé, André Camel, que tous s'en sortent indemnes. Les problèmes ne font cependant que commencer. | |                                   |                                           |                       |
| 499 | La confrontation du rouge et du noir – Déguisement (files : 585-590/594-609/tomes : 56-57-58-59)                          | 赤と黒のクラッシュ 偽装           | Aka to kuro no kurasshu – Gisou           | 10 mars 2008          |
| Alors que le FBI essaie de protéger les civils de l'hôpital Haido des machinations des hommes en noir, ils se font duper par ces derniers et doivent hâter leur plan pour déplacer la présentatrice de télévision Rena Mizunashi. Leur ruse est cependant mise à jour, et le destin de l'opération semble reposer sur les épaules de l'agent Camel | |                                   |                                           |                       |
| 500 | La confrontation du rouge et du noir – Testament (files : 585-590/594-609/tomes : 56-57-58-59)                            | 赤と黒のクラッシュ 遺言           | Aka to kuro no kurasshu – Yuigon          | 17 mars 2008          |
| Rena Mizunashi est récupérée par l'Organisation des hommes en noir. Conan et Akai dévoilent aux agents du FBI les ficelles du plan qu'ils ont fomenté la veille. La véritable identité de la présentatrice et de Eisuke Hondo est aussi révélée. | |                                   |                                           |                       |
| 501 | La confrontation du rouge et du noir – Soupçons (files : 585-590/594-609/tomes : 56-57-58-59)                             | 赤と黒のクラッシュ 嫌疑           | Aka to kuro no kurasshu – Kengi           | 14 avril 2008         |
| Après l'affaire de l'hôpital Haido, le professeur emmène les Detective Boys à un célèbre hôtel pour déguster un buffet. Une affaire éclate dans l'enceinte de l'hôtel, et l'agent du FBI André Camel, qui passait par là par hasard, est parmi les suspects principaux. | |                                   |                                           |                       |
| 502 | La confrontation du rouge et du noir – Innocence (files : 585-590/594-609/tomes : 56-57-58-59)                            | 赤と黒のクラッシュ 潔白           | Aka to kuro no kurasshu – Keppaku         | 28 avril 2008         |
| Alors que l'agent Jodie est appelée par Conan pour blanchir l'agent Camel des soupçons qui pèsent sur lui, les choses sont aussi compliquées de l'autre côté de la loi. Rena Mizunashi est accusée de traîtrise par l'Organisation, et va devoir prouver sa loyauté d'une manière irrécusable. | |                                   |                                           |                       |
| 503 | La confrontation du rouge et du noir – Prêt à Mourir (files : 585-590/594-609/tomes : 56-57-58-59)                        | 赤と黒のクラッシュ 決死           | Aka to kuro no kurasshu – Kesshi          | 12 mai 2008           |
| Conan résout l'affaire de l'hotel et lave par la même occasion l'agent Camel de tous soupçons. Une partie de son passé commun avec Akai est dévoilée. Ce dernier est sur le point de prouver la force de sa dévotion pour sa cause. | |                                   |                                           |                       |
| 504 | La confrontation du rouge et du noir – Tué dans l'exercice de ses fonctions (files : 585-590/594-609/tomes : 56-57-58-59) | 赤と黒のクラッシュ 殉職           | Aka to kuro no kurasshu – Junshoku        | 19 mai 2008           |
| L'agent Akai rencontre Rena Mizunashi sur une route désertique de montagne. Plus tard, l'agent Jodie fait face à de très mauvaises nouvelles, même si Conan semble en savoir plus qu'il n'en laisse paraitre. | |                                   |                                           |                       |
| 505 | Le témoignage de Maître Eri Kisaki – 1re partie (files : 610-612/tome : 59)                                               | 弁護士妃英理の証言 (前編)         | Bengoshi Kisaki Eri no shougen - Zenpen   | 16 juin 2008          |
| Eri et Kogorô sont censés diner ensemble pour la première fois depuis bien longtemps. Cependant, alors qu'elle est au salon de coiffure pour se préparer pour le soir, un crime au commis par sa coiffeuse, voulant s'appuyer sur le témoignage de la reine du barreau comme défense. Un alibi parfait, si ce n'était pour la capacité de déduction de Conan. | |                                   |                                           |                       |
| 506 | Le témoignage de Maître Eri Kisaki – 2e partie (files : 610-612/tome : 59)                                                | 弁護士妃英理の証言 (後編)         | Bengoshi Kisaki Eri no shougen - Kōhen    | 23 juin 2008          |
| 507 | L'angle mort du Karaoké – 1re partie (files : 619-621/tomes : 59-60)                                                      | カラオケボックスの死角 (前編)     | Karaoke Bokkusu no shikaku - Zenpen       | 30 juin 2008          |
| Après une longue absence, Eisuke Hondo revient à l'école de Ran et Sonoko. Ils croisent par hasard Conan, et les filles les emmènent au karaoké pour célébrer le retour du jeune Eisuke. Un homme étrange qui les a suivis toute l'après-midi est cependant retrouvé mort dans une des cabines du karaoké. Le sort d'Eisuke est peut-être en jeu dans cette affaire, car Conan le soupçonne d'avoir refusé le programme de protection rapprochée des témoins du FBI. | |                                   |                                           |                       |
| 508 | L'angle mort du Karaoké – 2e partie (files : 619-621/tomes : 59-60)                                                       | カラオケボックスの死角 (後編)     | Karaoke Bokkusu no shikaku - Kōhen        | 7 juillet 2008        |
| 509 | Le rouge, le blanc, le jaune et les Détectives Juniors (files : 622-624/638-640/tomes : 60-61)                            | 赤白黄色と探偵団                  | Aka, shiro, kiiro to Tanteidan            | 14 juillet 2008       |
| Jodie apelle Conan pour lui annoncer quelque chose de très grave. Rena Mizunashi, infiltrée dans l'Organisation des hommes en noir, leur a dévoilé l'arrivée à Tokyo d'un nouveau membre, extrêmement dangereux et spécialiste de la collecte d'informations. Son nom de code : Bourbon. Une enquête donnée aux Detectives Boys permet à Conan de réfléchir sur cette nouvelle situation. Cependant, l'immeuble dans lequel les enfants devaient enquêter est incendié dans la nuit. En tentant d'élucider ce crime avec l'aide de l'inspecteur Yuminaga, ils font la connaissance d'un mystérieux étudiant, Subaru Okiya | |                                   |                                           |                       |
| 510 | Conan contre le mystérieux code du W (files : 622-624/638-640/tomes : 60-61)                                              | コナンVS W 暗号ミステリー         | Conan tai Daburu angou misuterī           | 28 juillet 2008       |
| Conan résout le mystère du pyromane jaune. L'énigmatique Subaru Okiya rend visite au professeur Agasa et lui demande s'il pourrait rester pour loger chez lui, étant donné que son appartement a brulé dans l'affaire précédente. Conan lui propose à la place de loger chez lui, dans la résidence des Kudô, et ce malgré les réticences d'Ai. Peu après, une étrange affaire d'avions en papiers codés attire l'attention de Conan. Il semble cependant ne pas être le seul à travailler sur sa résolution. De leur côté, Ran et Sonoko font la rencontre de Subaru chez Shinichi.                                      | |                                   |                                           |                       |
| 511 | Bataille de la déduction ! Shinichi contre Subaru Okiya (files : 622-624/638-640/tomes : 60-61)                           | 推理対決! 新一VS沖矢昴            | Suiri taiketsu! Shinichi tai Okiya Subaru | 4 août 2008           |
| Conan essaye de résoudre l'énigme des avions en papiers codés le plus vite possible, car la vie d'un homme est en jeu. Subaru fait de même, et fait preuve d'une capacité de déduction comparable à celle de Shinichi. | |                                   |                                           |                       |
| 512 | L'horoscope brisé | 砕けたホロスコープ                | Kudaketa horosucōpu                       | 11 août 2008          |
| Un directeur d’édition tient le scoop du moment ! Il a réussi à réunir le célèbre détective Mouri et une grande cartomancienne pour une entrevue dont le résumé sera transmis dans le prochain numéro de son magazine. La rencontre a lieu dans le manoir de cette dernière, mais tout ne se passe pas comme prévu… | |                                   |                                           |                       |
| 513 | Parfum de café et intentions de meurtre – 1re partie (files : 628-630/tome : 60)                                          | 殺意はコーヒーの香り (前編)       | Satsui wa kōhī no kaori - Zenpen          | 1er septembre 2008    |
| Kogorô est approché par une chaîne de télévision qui veut lui consacrer une émission spéciale. Cependant, pendant les négociations, le producteur est retrouvé mort chez lui et la collègue de son assistant est introuvable. Ce crime pourrait bien en cacher une autre vérité, plus tragique encore. | |                                   |                                           |                       |
| 514 | Parfum de café et intentions de meurtre – 2e partie (files : 628-630/tome : 60)                                           | 殺意はコーヒーの香り (後編)       | Satsui wa kōhī no kaori - Kōhen           | 8 septembre 2008      |
| 515 - SP26 | La téléportation magique de l'Insaisissable Kid ! (épisode spécial de 45 minutes) (files : 631-634/tome : 61)             | 怪盗キッドの瞬間移動魔術          | Kaito Kiddo no terepouteeshon majikku     | 20 octobre 2008       |
| L'oncle de Sonoko, Jirokichi Suzuki, se ruine la santé pour essayer d'attraper son ennemi juré, l'Insaisissable Kid. Il devise un plan, consistant en l'exposition d'une paire d'escarpins sertis de joyaux au milieu d'un carrefour fréquenté. À l'étonnement général, le Kid arrive à les voler et se téléporte en une vingtaine de secondes en haut d'un bâtiment. Il promet de ré-effectuer son tour le lendemain, et Conan doit chercher coûte que coûte l'astuce utilisée. | |                                   |                                           |                       |
| 516 - SP27 | Le labyrinthe du guerrier en armure (épisode spécial de 45 minutes) (files : 613-618/tome : 59)                           | 風林火山 迷宮の鎧武者             | Fuurinkazan - Meikyuu no yoroimusha       | 3 novembre 2008       |
| Kogorô est appelé pour une affaire des plus étranges, où un homme a été retrouvé mort, un cadavre de mille-pattes posé à son côté. Par hasard, Hattori Heiji est aussi sur l'enquête, lui appelé par la famille rivale de celle de la première enquête, dont l'un des membres a aussi été assassiné, un mille-pattes déposé près du cadavre. Les détectives de l'Est et l'Ouest vont s'associer à nouveau, avec l'aide d'un membre des forces de l'ordre bourru du nom de Yamato Kansuke. | |                                   |                                           |                       |
| 517 | La conclusion de l'ombre et de la foudre (files : 613-618/tome : 59)                                                      | 風林火山 陰と雷光の決着           | Fuurinkazan - Kage to raikou no kecchaku  | 10 novembre 2008      |
| Bien que la série de crimes inspirée du « Furinkazan » soit censée être terminée, Conan, Heiji et l'inspecteur Yamato ont toujours des doutes. De leur côté, Kazuha et Ran comptent s'inspirer de la stratégie militaire pour des raisons bien différentes. | |                                   |                                           |                       |
| 518 | La visite mystérieuse de la restauration Meïji – 1re partie : Investigation                                               | 明治維新ミステリーツアー(探索編)  | Meiji ishin mystery tour - Tansakuhen     | 1er décembre 2008     |
| Le club des détectives juniors accompagne Ran et Sonoko pendant l’un de leur voyage d’Histoire, lorsqu’une jeune femme du nom de Kimiko se fait agresser. Celle-ci est en possession d’un vieux journal de devinettes qui pourrait bien amener Kogorô, Ran et le club des détectives à un trésor de la valeur du Japon. Toutefois, ils ne sont pas les seuls à le convoiter. | |                                   |                                           |                       |
| 519 | La visite mystérieuse de la restauration Meiji – 2e partie : Décodage                                                     | 明治維新ミステリーツアー (解読編) | Meiji ishin mystery tour - Kaidokuhen     | 8 décembre 2008       |
| Lors de leur recherche du trésor, un point de tension apparaît quand Kimiko, Mitsuhiko et Ai se font rapter. Ils ne seront libérés que lorsque le trésor sera retrouvé. | |                                   |                                           |                       |
| 520 | Accusation par du vin rouge                                                                                               | ワインレッドの告発                | Wain reddo no kokuhatsu                   | 15 décembre 2008      |
| Kogorô, Ran, Conan et l’agent Shitatori sont invités par un riche homme d’affaires à la montagne, à l’occasion d’une dégustation de vin en l’honneur d’un très grand critique, aujourd’hui à la retraite. Mais alors que l’agent Shitatori conseille à Ran et Conan d’admirer le paysage à bord d’un télésiège, Conan assiste à l’assassinat d’un homme par le magnat hôte de cette réception de vin rouge. | |                                   |                                           |                       |